# Oratorio di San Damiano
l'Oratorio di San Damiano è una chiesa romanica situata nella frazione Motta San Damiano del comune di Valle Salimbene, in Lombardia.

## Storia
La chiesa sorse intorno ai decenni centrali del XII secolo presso la piccola comunità di Motta San Damiano, il cui toponimo, secondo la tradizione, potrebbe derivare dalla presenza nell’area di beni del vescovo Damiano (680-710). L’edificio, posto lungo la via Francigena, fino al 1309 fu parte di una grande mansione dei Templari, passata, con la soppressione dell’ordine templare ai cavalieri Gerosolomitani. Intorno al 1563 divenne commenda dell’ordine e unita a quella di San Guglielmo (che era stata diroccata durante l’assedio e la battaglia di Pavia del 1525) e nel 1593 fu elevata a baliaggio. Nel 1800 la commenda venne soppressa e i suoi beni messi all’incanto, divenendo nel 1802 proprietà dei Marozzi, che tuttavia mantennero l’uso pubblico dell’oratorio, che veniva aperto nei giorni festivi per le celebrazioni religiose.

## Descrizione
L’oratorio è costruito su di una sorta di rialzo del terreno circostante a cui è attualmente raccordato dalla scala di accesso in pietra posta in facciata, probabilmente per isolarlo dal passaggio della vicina roggia. La pianta della chiesa è rettangolare, disposta con l’asse principale parallelo alla strada, e misura 9,20 metri di lunghezza per 5,40 metri di larghezza, connessa a un’abside semicircolare più stretta (raggio 2,10 metri). La facciata è rivolta a ovest, mentre l’abside fu inglobata nel 1816 all’interno del contiguo granaio. L’edificio conserva i tipici tratti architettonici del romanico lombardo, come la facciata a capanna. Quest’ultima è decorata da archetti pensili intrecciati nel sottogronda, mentre il portale è dotato di arco in cotto e stipiti romanici in pietra con decori che raffigurano tralci, palmette e intrecci ai lati. Settecentesca è invece la finestra sagomata posta al di sopra dell’ingresso alla chiesa e alla stessa risale anche il piccolo campanile. Sui fianchi della navata si aprono monofore con arco in cotto e finestre sagomate settecentesche, mentre esternamente si conservano affreschi raffiguranti lo stemma dei cavalieri di Malta. Internamente la chiesa è ad aula unica quasi interamente intonacata, con l’esclusione dell’abside, nella quale vi sono nicchie originariamente utilizzate per riporvi gli oggetti sacri, mentre l’altare, in marmo nero con intarsi di marmo di diverso colore, risale al XVIII secolo.